# Chiquitita
«Chiquitita» es una canción grabada por el grupo pop sueco ABBA. Fue lanzada en enero de 1979 como el primer sencillo de Voulez-Vous (1979), el sexto álbum del grupo. Agnetha Fältskog interpreta la voz principal. Originalmente, la canción «If It Wasn't for the Nights» iba a ser el sencillo principal del álbum, pero después de que «Chiquitita» se completara, estos planes fueron abandonados y se mantuvo como una pista del álbum. Los derechos de autor fueron donados a Unicef, contribuyendo con millonarias cifras por sus ventas.

## Antecedentes y lanzamiento
Existen muchas versiones preliminares de «Chiquitita». Tuvo títulos provisionales como «Kålsupare», «3 Wise Guys», «Chiquitita Angelina» y «In the Arms of Rosalita». Una versión revisada, que tenía un sonido influenciado por la canción peruana «El Cóndor Pasa (If I Could)» interpretada por Simon and Garfunkel, fue grabada en diciembre de 1978 y lanzada como sencillo en enero de 1979.
Con el éxito de la versión en inglés, ABBA grabó «Chiquitita» en español, y fue una de las canciones destacadas en el lanzamiento en español, Gracias por la música.
Durante la producción del box set Thank You for the Music en 1994, se propuso incluir una versión temprana de «Chiquitita» titulada «In the Arms of Rosalita», pero fue rechazada por los compositores. Un popurrí de la historia de «Chiquitita» de 8 minutos que combinaba la canción con varios demos tempranos (incluida la versión «Rosalita») fue descartado a mediados de 1994.

## La canción
Fue escrita por Benny y Björn. Fue grabada el 12 de octubre de 1978, llamada primeramente con muchos nombres: «Kålsupare I y II», «Three Wise Guys», «In The Arms Of Rosalita» y «Chiquitita Angelina». La canción habla sobre cómo alguien trata de consolar a una niña que por alguna razón está muy triste. Fue de gran aceptación por el público hispano, por lo que prácticamente ha alcanzado el estatus de canción popular. Dicho éxito les llevó a grabar versiones en español de algunas de sus canciones y consecuentemente un disco. Este tema viene incluido en el álbum Voulez-Vous como el tema número 8.
ABBA había sido invitado al concierto «Música para el Unicef», en el que grandes artistas del momento donarían una canción a la organización. ABBA ya había comenzado a promocionar If It Wasn't For The Nights en Japón, y posteriormente en el Reino Unido pero al terminar de grabar Chiquitita, decidieron que sería una mejor elección para un acto caritativo en favor de los niños del mundo.
Fue presentada por primera vez en el concierto «Música para el Unicef» el 9 de enero de 1979, donando así todas las regalías de la canción. En cuanto al éxito en las listas, la canción llegó al número 1 en Suiza, Bélgica, Finlandia, España, Irlanda, Países Bajos, Sudáfrica, Nueva Zelanda, México, Costa Rica y Zimbabue. Alcanzó el Top 10 en muchos otros países, convirtiéndose en uno de los éxitos más grandes de ABBA.
La canción forma parte actualmente del musical Mamma Mia!, basado en las canciones de ABBA. Comúnmente era interpretada por el grupo en sus giras de 1979 y de 1980.
Previo a la Navidad del 2010, Chiquitita fue versionada por la cantautora española Amaia Montero, acompañada de un coro de niños, para la felicitación navideña del Unicef. Fue una idea de la propia cantante «renovar» la canción.

## Lovelight
Lovelight (Luz de amor) es el lado B del sencillo. Fue escrita por Björn y Benny, y grabada el 24 de abril de 1978, en el estudio Marcus Music de Estocolmo, llamada primeramente "Hades" y posteriormente "Heroes", fue editada y remezclada para su relanzamiento. La canción expresa los sentimientos de una mujer hacia su pareja, porque al parecer tiene un atractivo parecido al de una luz de amor. Este tema viene incluido en el álbum Voulez-Vous como el bonus track #12. La canción que aparece en el LP original fue editada para su lanzamiento en el sencillo y la canción fue publicada el 16 de enero de 1979

## Vídeo musical
ABBA se ve interpretando la canción en una ladera de montaña, con un muñeco de nieve al fondo. A lo largo del clip, el mal tiempo y la mala luz causaron problemas durante la filmación, lo que afectó a Anni-Frid Lyngstad; su cabello constantemente volaba hacia su rostro y se veía obligada a moverlo constantemente para que no le tapara los ojos, por lo que no se utilizó. Durante la filmación en exteriores en Leysin, la BBC grabó otras dos versiones del grupo haciendo «playback» de la canción. El grupo interpretó la canción dentro del Big Top de la BBC utilizado para el programa ABBA in Switzerland, que se incluyó en la emisión final, y se grabó un segundo video del grupo sentado alrededor de una mesa en una cafetería, para el programa Christmas Snowtime Special, emitido en BBC1 el 23 de diciembre de 1979, presentado por Dame Edna Everage. El clip del grupo filmado en exteriores con el muñeco de nieve estaba destinado a este programa de Navidad, pero el productor/director Michael Hurll grabó el segundo clip porque no estaba satisfecho con el primero. En marzo de 2022, se lanzó un nuevo video con letra que presenta las imágenes de la ladera de montaña.

## Versión en español
Al ver el éxito de Chiquitita en países de habla hispana, ABBA decidió grabar una versión en español. Más tarde la canción fue traducida por Buddy y Mary McCluskey, fue grabada el 8 de marzo de 1979 y se lanzó en muchos países de Latinoamérica, así como en Francia, Australia y Sudáfrica.
La canción alcanzó el número 1 en México, Argentina, Chile, Costa Rica y Colombia; mientras alcanzó el n.º 5 en España, donde el álbum logró disco de oro. Este éxito fue lo que les alentó a grabar un disco totalmente en español: Gracias por la Música. Chiquitita forma parte de ese disco como la pista #10, en Greatest Hits Vol. 2 edición Venezuela el track #10, Voulez-Vous edición Colombia el tema #8, y en ABBA Oro, es el tema #2.
Esta canción fue la 2.ª que ABBA grabó en español, pero la primera en ser lanzada (Ring-Ring se grabó en español, pero no fue lanzada hasta 1993).
En el año 1979 el grupo Menudo grabó un cover de la versión en español de esta canción, siendo el vocalista Fernando Sallaberry. La canción lanzada en el álbum del mismo nombre el día 1.º de julio de 1979. Este tema es uno de los temas más exitosos de la agrupación, llegando al punto que el productor Edgardo Díaz decidió grabar una versión con la artista Ednita Nazario (muy popular en Puerto Rico en esa época).
El 23 de noviembre de 2010 Amaia Montero grabó una versión en inglés y otra en español de este tema. Presentó el christmas musical de Unicef 2010, en el que versiona "Chiquitita" acompañada por los niños del coro de la Escolanía del Recuerdo. La recaudación de la venta de este christmas musical ha sido destinada para la fundación que apoya la escolarización de los niños del mundo, donando todas sus recaudaciones a Unicef. Esta versión logró ser número uno en España y disco de oro (+20 000 unidades) y sonó en radios de varios países de Latinoamérica habiendo alcanzado el puesto número uno en la lista de sencillos de Chile. En el making off de este videoclip, Montero responde:
«(...) pensé en esta canción, esta canción que tiene un gran significado para mí, quise renovarla porque en el año '79 ABBA, que son los compositores de esta canción, donaron todos sus derechos a Unicef y ahora quiero hacer lo mismo, "recaudar fondos" (...)».
Actualmente la canción es considerada la más exitosa y vendida en todos los países de habla hispana, logrando un récord difícil de superar hasta el día de hoy.[cita requerida]

## Posicionamiento en listas y certificaciones

### Listas semanales

#### Versión en inglés
| Lista                                           | Posición |
| ----------------------------------------------- | -------- |
| Alemania Top 50 Airplay Singles Chart           | 1        |
| Bélgica Top 30 BRT Singles Chart                | 1        |
| Bélgica Top 30 Humo Singles Chart               | 1        |
| Costa Rica Top 50 Radio Uno Chart               | 1        |
| España Singles/Ventas Chart                     | 1        |
| Finlandia Top 40 YLE Singles Chart              | 1        |
| Irlanda Top 30 IRMA Singles Chart               | 1        |
| Israel Top 40 Singles Chart                     | 1        |
| México Lista de Sencillos Internacionales       | 1        |
| Nueva Zelanda Top 50 RIANZ Singles Chart        | 1        |
| Holanda Dutch Top 40 Singles Chart              | 1        |
| Holanda Top 30 National Hitparade Singles Chart | 1        |
| Perú Top Singles Chart                          | 1        |
| Portugal Top 10 Singles Chart                   | 1        |
| República Dominicana Top 10 Singles Chart       | 1        |
| Sudáfrica Top 20 Springbok Singles Chart        | 1        |
| Suiza Top 100 Singles Chart                     | 1        |
| Zimbabue Top 20 Singles Chart                   | 1        |
| Uruguay Top Singles Chart                       | 1        |
| Bolivia Los mejores 100 Semanales. La Paz       | 1        |
| Danish Singles Chart                            | 1        |
| UK Singles Chart                                | 1        |
| Suecia Top 60 Sverige Singles Chart             | 1        |
| Colombia Top 100                                | 1        |
| Alemania Top 50 Sales Singles Chart             | 1        |
| España Los 40 Principales (radio)               | 1        |
| Finlandia Suosikki Singles Chart                | 1        |
| Australia Top 50 ARIA Singles Chart             | 1        |
| Noruega Top 20 VG Singles Chart                 | 1        |
| Chilean Singles Chart                           | 1        |
| Austria Top 75 Singles Chart                    | 1        |
| Argentina Top 10 Singles Chart                  | 1        |
| Francia Top 30 Singles Chart                    | 1        |
| Canadá RPM Adult Contemporany Chart             | 1        |
| E.U. Billboard Adult Contemporany Chart         | 1        |
| Canadá Top 50 Singles Chart                     | 1        |
| Japón Top 100 Oricon Singles Chart              | 1        |
| Billboard Hot 100                               | 1        |
| E.U. Top 100 Cashbox Singles Chart              | 3        |
| E.U. Top 100 Record World Singles Chart         | 3        |
| Italia Hit Parade Singles Chart                 | 1        |

#### Versión en español
| Lista                                | Posición |
| ------------------------------------ | -------- |
| Argentina Top 10 Singles Chart       | 1        |
| Chile Singles Chart                  | 1        |
| Costa Rica Radio Uno Chart           | 1        |
| Colombia Top 100                     | 1        |
| España Los 40 Principales            | 1        |
| México Lista de Sencillos en español | 1        |
| Perú Top Singles Chart               | 1        |
| Uruguay Top Singles Chart            | 1        |
| España Singles/Ventas Chart          | 1        |

### Trayectoria en las listas
| Posición | 70 | 60 | 48 | 46 | 39 | 35 | 31 | 31 | 30 | 29 | 65 | 99 |

| Posición | 8 | 2 | 2 | 3 | 5 | 9 | 17 | 30 | 52 |

| Posición | 94 | 31 | 25 | 13 | 9 | 5 | 4 | 4 | 5 | 11 | 13 | 20 | 23 | 28 | 41 | 56 | 66 | 99 |

### Listas de fin de año
| País          | Posición | Año  |
| ------------- | -------- | ---- |
| Alemania      | 16       | 1979 |
| Australia     | 40       | 1979 |
| Bélgica       | 2        | 1979 |
| Francia       | 87       | 1979 |
| Nueva Zelanda | 9        | 1979 |
| Países Bajos  | 4        | 1979 |
| Reino Unido   | 16       | 1979 |
| Sudáfrica     | 17       | 1979 |
| Suiza         | 9        | 1979 |

### Certificaciones y ventas
| País          | Certificación | Ventas    |
| ------------- | ------------- | --------- |
| Australia     | Oro           | + 50 000  |
| Países Bajos  | Oro           | + 50 000  |
| Nueva Zelanda | Oro           | + 10 000  |
| Reino Unido   | Oro           | + 600 000 |
| España        | Oro           | + 30 000  |
| Colombia      | Oro           | + 50 000  |
| Brasil        | Oro           | + 700.000 |

#### Sucesión en listas
| Predecesor: "Y.M.C.A." de Village People                    | IRMA Top 50 Singles Chart - Sencillo #1 10 de febrero - 17 de marzo de 1978 (6 semanas)       | Sucesor: "Tragedy" de The Bee Gees               |
| Predecesor: "Y.M.C.A." de Village People                    | BRT Singles Chart - Sencillo #1 17 de febrero de 1979 - 17 de marzo de 1979 (5 semanas)       | Sucesor: "Fire" de Pointer Sisters               |
| Predecesor: "Don't Look Back" de Peter Tosh con Mick Jagger | Dutch Top 40 Singles Chart - Sencillo #1 2 de marzo de 1979 (1 semana)                        | Sucesor: "Fire" de Pointer Sisters               |
| Predecesor: "YMCA" de Village People                        | Eurochart Hot 100 Singles - Sencillo #1 17 de marzo de 1979 - 24 de marzo de 1979 (2 semanas) | Sucesor: "Tragedy" de The Bee Gees               |
| Predecesor: "YMCA" de Village People                        | Top 100 Singles Chart - Sencillo #1 18 de marzo de 1979 - 25 de marzo de 1979 (2 semanas)     | Sucesor: "Heart of Glass" de Blondie             |
| Predecesor: "Tragedy" de Bee Gees                           | Los 40 Principales - Sencillo #1 30 de junio de 1979 (1 semana)                               | Sucesor: "Born To Be Alive" de Patrick Hernández |